# 府院駅
府院駅（プウォンえき）は、大韓民国慶尚南道金海市にある釜山-金海軽電鉄の駅である。駅番号は15。

## 歴史
- 2011年9月9日 - 開業。

## 駅構造
相対式ホーム2面2線を有する高架駅で、フルスクリーンタイプのホームドアが設置されている。

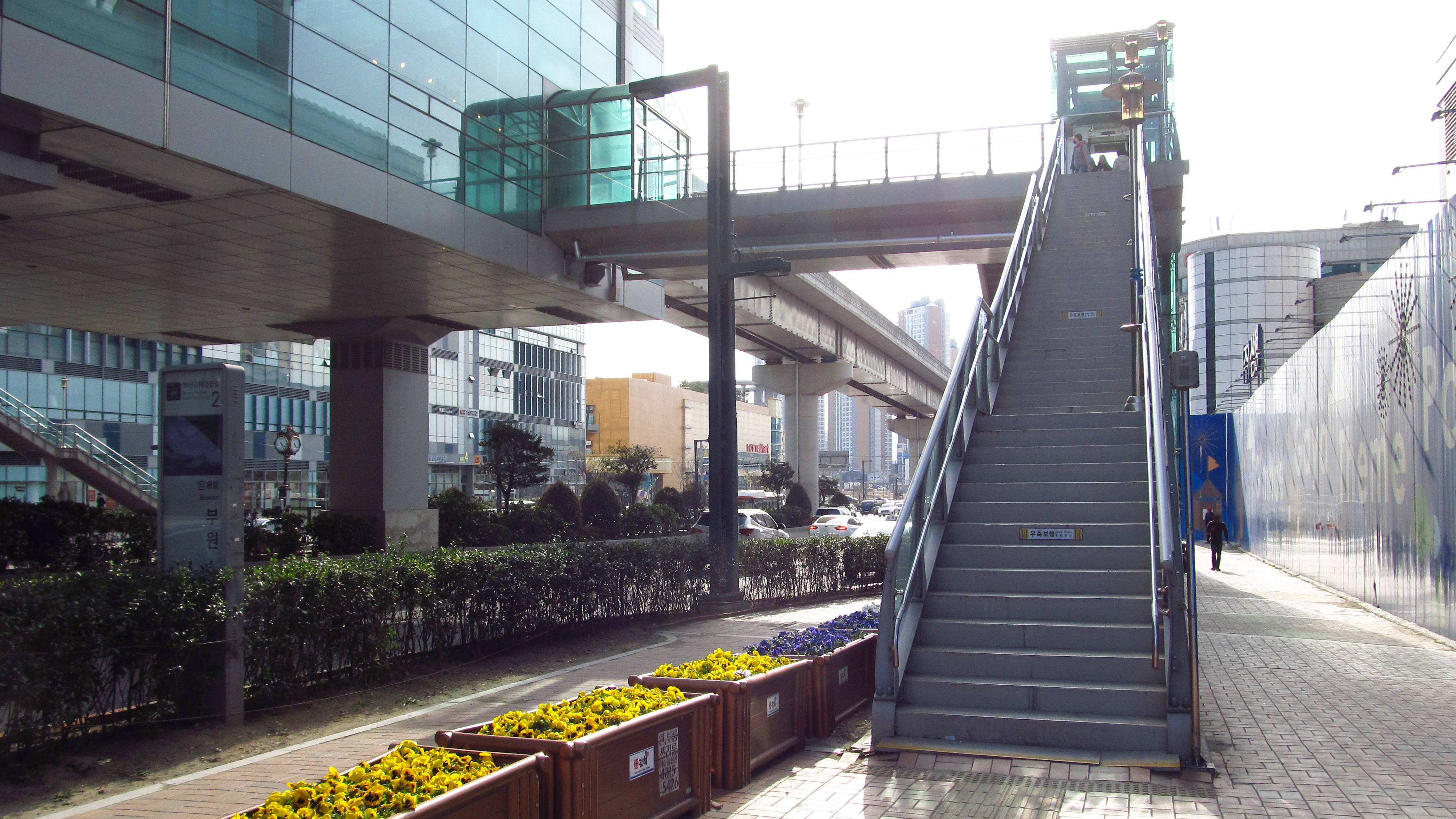
2番出入口（2018年3月）
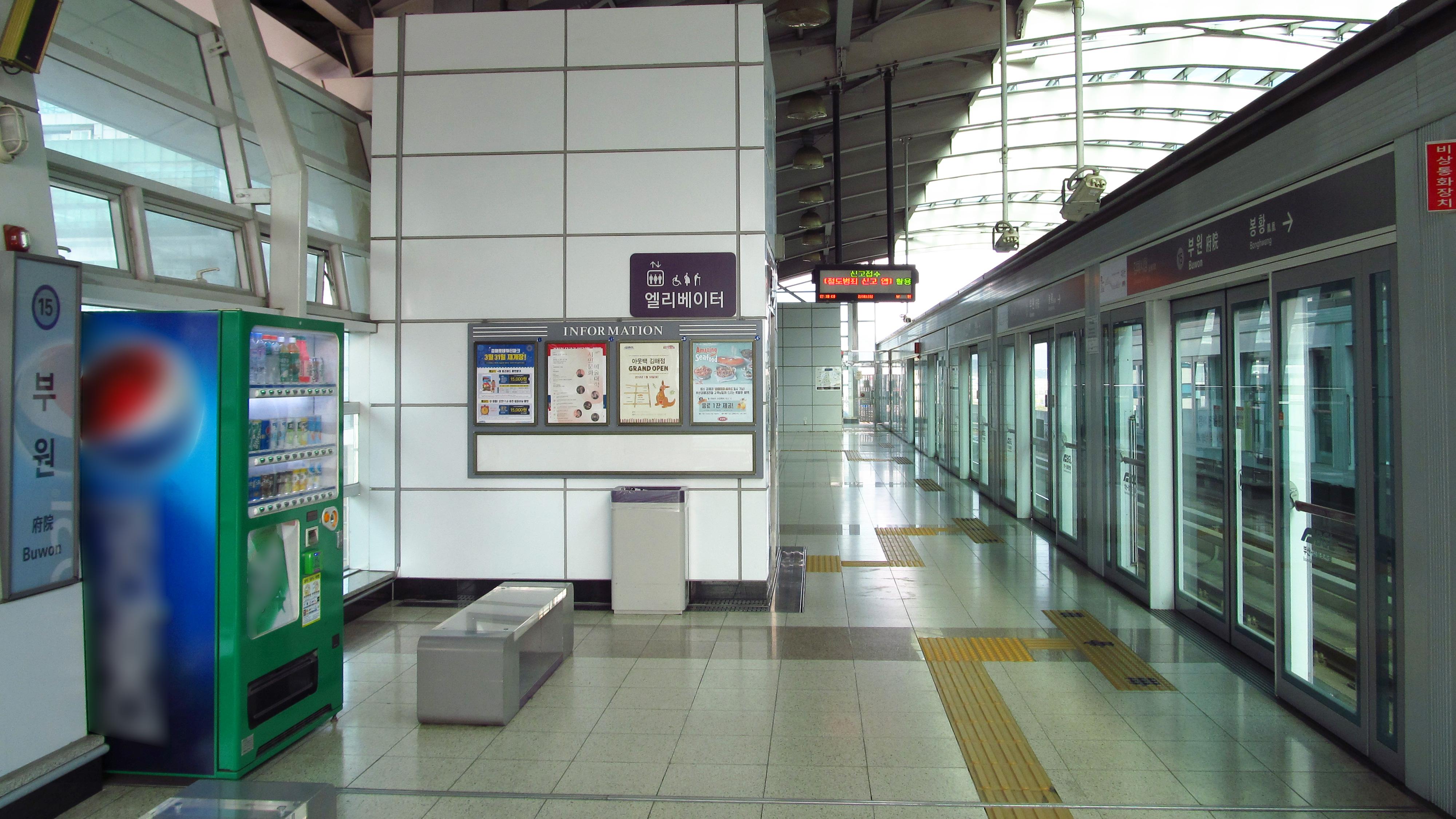
下りホーム（2018年3月）
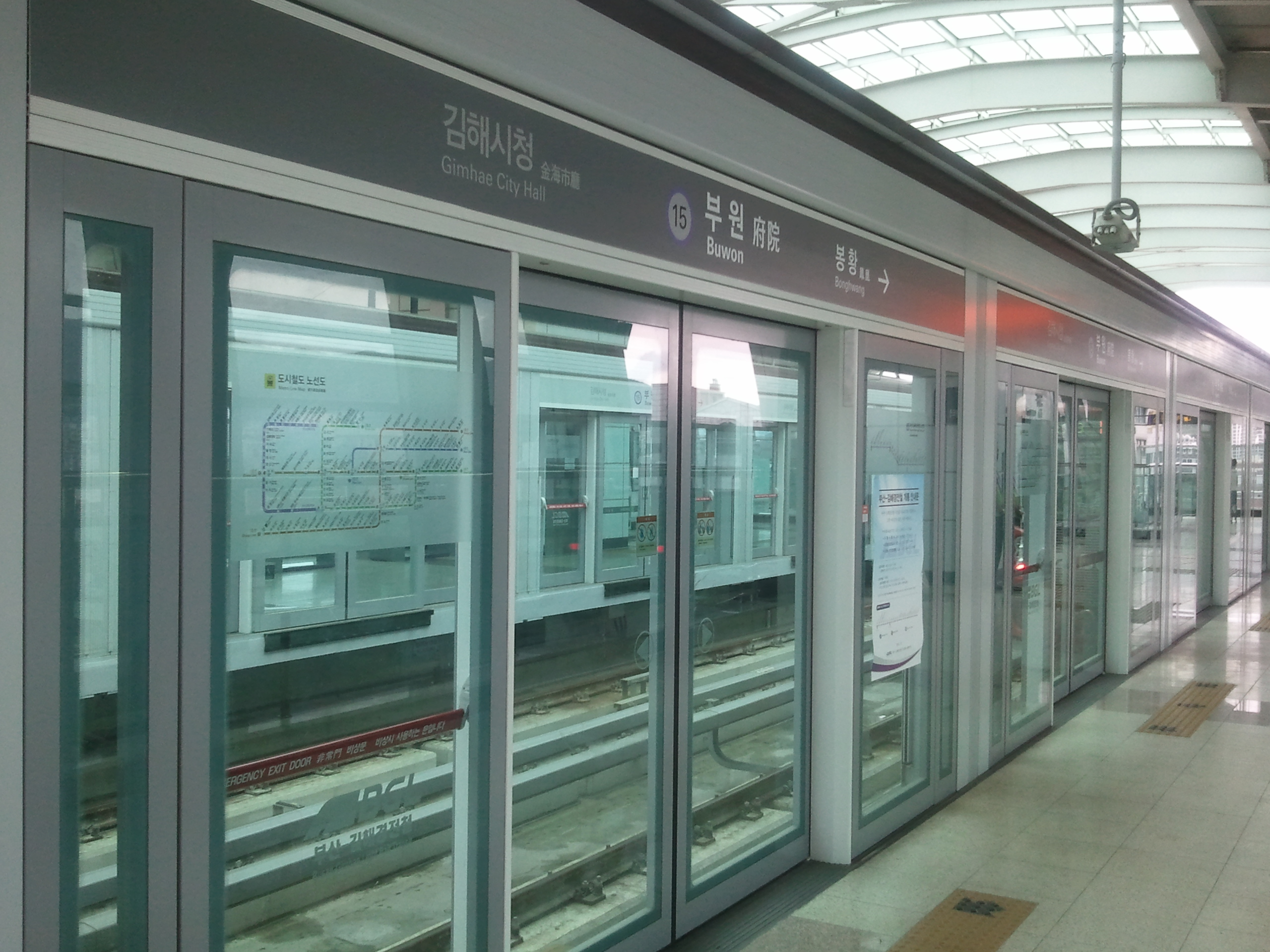
ホームドア

### のりば
| 上り | ●釜山-金海軽電鉄 | 沙上方面   |
| 下り | ●釜山-金海軽電鉄 | 加耶大方面 |

## 駅周辺
- 金海中部警察署
- KT金海支店
- ロッテマート府院店
- 府院洞住民センター
- 金海税務署
- 国民年金管理公団 金海支社
- I Squareモール
  - ABCマート
  - バーガーキング
- ロッテシネマ金海府院
- I Squareホテル
- ロッテシネマ府院店

## 隣の駅
釜山-金海軽電鉄
●釜山-金海軽電鉄
金海市庁駅（14） - 府院駅（15） - 鳳凰駅（16）